# 13 جمادى الآخرة
- السبت
- الأحد
- الاثنين
- الثلاثاء
- الأربعاء
- الخميس
- الجمعة

- 2830 نوفمبر 2024
- 291 ديسمبر 2024
- 12 ديسمبر 2024
- 23 ديسمبر 2024
- 34 ديسمبر 2024
- 45 ديسمبر 2024
- 56 ديسمبر 2024
- 67 ديسمبر 2024
- 78 ديسمبر 2024
- 89 ديسمبر 2024
- 910 ديسمبر 2024
- 1011 ديسمبر 2024
- 1112 ديسمبر 2024
- 1213 ديسمبر 2024
- 1314 ديسمبر 2024
- 1415 ديسمبر 2024
- 1516 ديسمبر 2024
- 1617 ديسمبر 2024
- 1718 ديسمبر 2024
- 1819 ديسمبر 2024
- 1920 ديسمبر 2024
- 2021 ديسمبر 2024
- 2122 ديسمبر 2024
- 2223 ديسمبر 2024
- 2324 ديسمبر 2024
- 2425 ديسمبر 2024
- 2526 ديسمبر 2024
- 2627 ديسمبر 2024
- 2728 ديسمبر 2024
- 2829 ديسمبر 2024
- 2930 ديسمبر 2024
- 3031 ديسمبر 2024
- 11 يناير 2025
- 22 يناير 2025
- 33 يناير 2025

13 جُمادى الآخرة أو 13 جُمادی‌ الثانية أو يوم 13 \ 6 (اليوم الثالث عشر من الشهر السادس) هو اليوم الحادي والستون بعد المائة (161) من أيَّام السنة (أو الثاني والستون بعد المائة لو كان شهر ربيع الآخر مُتممًا لليوم الثلاثين أو الثالث والستون بعد المائة لو أتم كلًا من صفر وربيع الآخر ثلاثين يومًا) وفق التقويم الهجري القمري (العربي). يبقى بعده 193 أو 194 يومًا لانتهاء السنة.

## أحداث
- 892 هـ - اكتشف المستكشف البرتغالي بارثولوميو دياز بمساعدة الرحالة العربي ابن ماجد طريق رأس الرجاء الصالح أثناء عودته من الهند؛ ومسيره بمحاذاة الساحل الأفريقي. ونتيجة لما لاقاه من مشقة بسبب العواصف عند هذا الرأس أسماه «رأس العواصف»، غير أن هذا الاسم تبدل عندما عرض بارثولوميو دياز اكتشافه على ملك البرتغال جون الثاني فابتهج بهذا الطريق الذي كان بالنسبة له طوق نجاة ينقذ تجارة بلاده من مخاطر الطرق البرية المؤدية إلى الهند، ورفض تسميته بـ«رأس العواصف» وأطلق عليه اسم «رأس الرجاء الصالح».
- 1294 هـ - القائد العثماني أحمد مختار باشا ينتصر على الجيش الروسي في معركة زفيان في الأناضول.
- 1298 هـ - فرنسا تعلن الحماية على تونس بعد توقيع حاكم تونس محمد الصادق باي معاهدة باردو مع الفرنسيين التي أعطت فرنسا حق الإشراف المالي والعسكري والخارجي في تونس.
- 1330 هـ - بلغاريا واليونان تعقدان تحالف ضد الدولة العثمانية.
- 1337 هـ - قيام المظاهرة النسائية الكبرى في مصر احتجاجا على فظائع الإنجليز في مقاومة الثورة الوطنية، ضمت المظاهرة ثلاثمائة سيدة كان من بينهن لبيبة أحمد وهدى شعراوي ونبوية موسى، وحرم كل من محمود سامي البارودي، وسعد زغلول وقاسم أمين.
- 1339 هـ - انقلاب عسكري في إيران بقيادة رضا بهلوي.
- 1367 هـ - عصابة هاجاناه الصهيونية تستولي على مدينة حيفا الفلسطينية بعد مذابح مروعة.
- 1397 هـ - مبايعة الشيخ حمد بن خليفة آل ثاني وليًا للعهد في قطر.
- 1415 هـ - منتخب السعودية لكرة القدم يفوز ببطولة كأس الخليج الثانية عشر المقامة في الإمارات العربية المتحدة.
- 1424 هـ - حلف شمال الأطلسي / الناتو يتولى قيادة القوات الدولية للمساعدة في إحلال السلام في أفغانستان.
- 1426 هـ - فؤاد السنيورة يتولى رئاسة الحكومة اللبنانية وذلك بتشكيله لأول حكومة بعد خروج الجيش السوري من لبنان.
- 1430 هـ - تحالف 14 آذار برئاسة سعد الدين الحريري يفوز بالانتخابات البرلمانية اللبنانية.
- 1431 هـ - انحراف قطار عن مساره في مقاطعة باشيم مدينبور في البنغال الغربية بالهند يتسبب في مقتل 148 شخصًا، وتوجيه أصابع الاتهام إلى الحزب الشيوعي الهندي (الماوي).
- 1433 هـ - اندلاع أحداث عنف واشتباكات عنيفة بين الجيش المصري ومتظاهرين قرب مقر وزارة الدفاع بحي العباسية أوقعت عشرات القتلى والجرحى.
- 1436 هـ -
  - الوصول لاتفاقية ابتدائية شاملة مع إيران حول برنامجها النووي.
  - حركة الشباب الصومالية تهاجم جامعة گاريسا في كينيا، متسببة بمقتل ما لا يقل عن 147 طالبًا مسيحيًّا.

## مواليد
- 358 هـ - بديع الزمان الهمذاني، أديب وشاعر مسلم فارسي.
- 529 هـ - موسى بن ميمون، عالم وحاخام يهودي أندلسي.
- 998 هـ - أحمد الأول، السلطان العثماني الرابع عشر.
- 1301 هـ - يوسف العظمة، وزير الحربية ورئيس أركان جيش المملكة العربية السورية.
- 1316 هـ - محمد عبد الخالق حسونة، أمين عام جامعة الدول العربية.
- 1335 هـ - جاد الحق علي جاد الحق، الإمام الثاني والأربعين في سلسلة شيوخ الأزهر.
- 1341 هـ - محمد كامل ليلة، رئيس مجلس الشعب المصري.
- 1344 هـ - ناهد صبري، ممثلة وراقصة مصرية.
- 1354 هـ - تهاني راشد، ممثلة مصرية.
- 1375 هـ - سحر حمدي، ممثلة وراقصة مصرية.
- 1390 هـ - أمل حسين، ممثلة أردنية تعمل في السعودية.
- 1400 هـ - شمس، مغنية سعودية.

## وفيات
- 64 هـ - أم البنين فاطمة بنت حزام الكلابية، زوجة الخليفة الراشدي علي بن أبي طالب ووالدة أبو الفضل العباس.
- 676 هـ - المحقق الحلي فقيه شيعي.
- 1271 هـ - نيقولا الأول، قيصر الروس الحادي عشر.
- 1351 هـ - أحمد شوقي، أمير الشعراء العرب والمسلمين.
- 1410 هـ - إحسان عبد القدوس، كاتب سياسي وروائي مصري.
- 1411 هـ - خالد صالح الغنيم، رئيس مجلس الأمة الكويتي.
- 1415 هـ - محمد كاظم القزويني، رجل دين شيعي وخطيب حسيني عراقي.
- 1427 هـ - عبد المنعم مدبولي، ممثل مصري.
- 1433 هـ - رشيدي ياكيني، لاعب كرة قدم نيجيري.
- 1436 هـ - عبد الهادي التازي، سياسي وكاتب ومؤرخ مغربي.
- 1438 هـ - ستافرو جبرا، رسام رسام كاريكاتير لبناني.
- 1442 هـ - موفق الخاني، طيار وإعلامي مقدم برنامج تلفزيونية سوري.
- 1443 هـ - إبراهيم أبو بكر كيتا، رئيسٌ أسبق لمالي.

## وصلات خارجية
- موقع قصة الإسلام: حدث في شهر جُمادى الآخرة.